# Floriansdorf Iserlohn

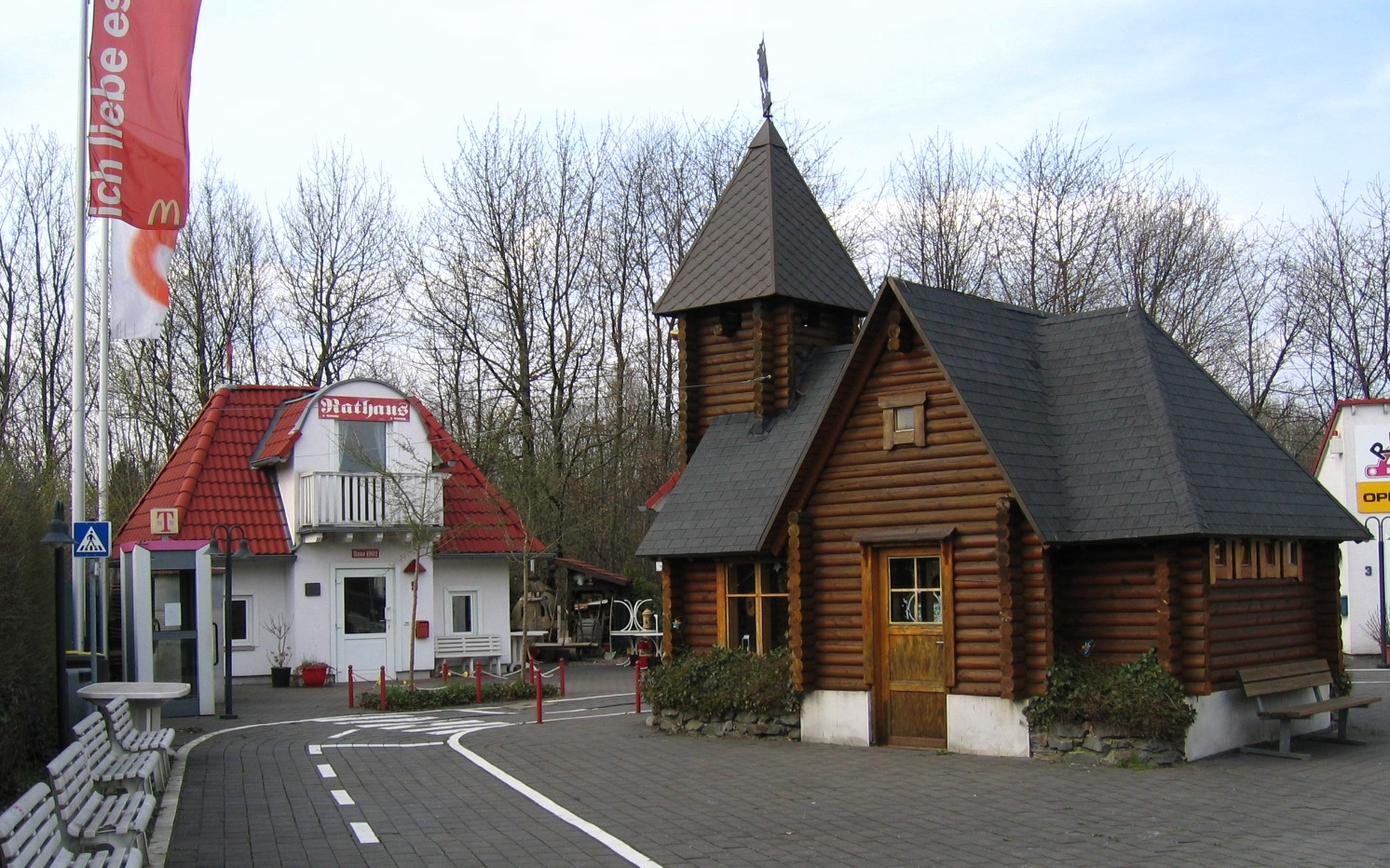
Floriansdorf Iserlohn

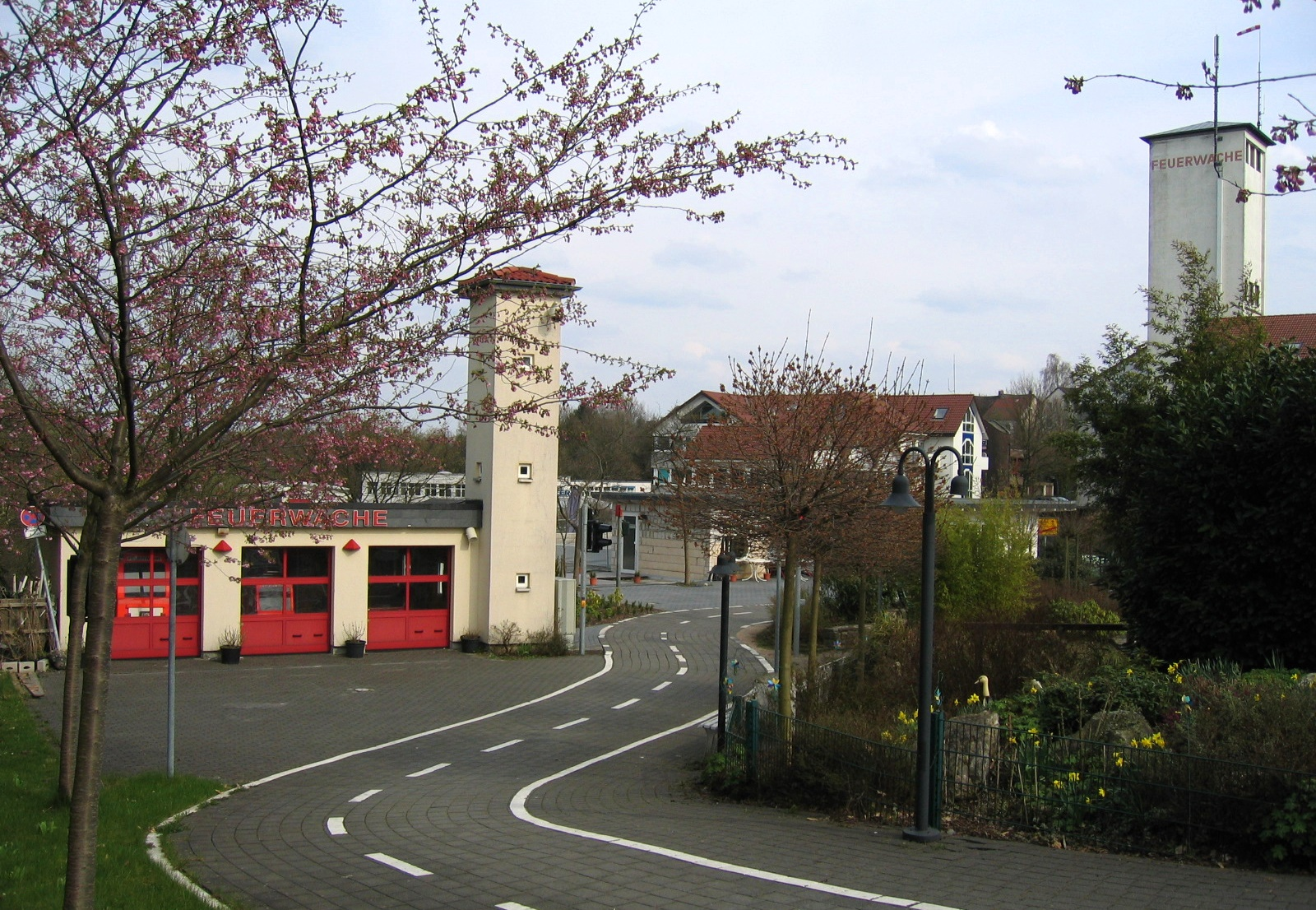
Die kleine und die große Feuerwache

Das Floriansdorf Iserlohn Zentrum für Sicherheitserziehung und -aufklärung ist das erste deutsche Übungsdorf zur Brandschutzerziehung von Kindern. Namensgeber ist St. Florian, der Schutzpatron der Feuerwehr.
Das im Jahr 2000 in Iserlohn am Rand des Ortsteils Nußberg auf einem rund 5.000 m2 großen Gelände der Berufsfeuerwehr eröffnete Übungsdorf besteht aus 16 Häusern, die meisten in kindergerechter Größe. Kindergartengruppen, Schulklassen und Gruppen von Erwachsenen (z. B. Vereine und Firmen) erarbeiten, wie man sich in Gefahrensituationen richtig verhält.

## Die Idee
Die Kinder lernen achtsam mit Feuer umzugehen, sodass sie sich selbst und andere nicht verletzen. Sie lernen Gefahrensituationen zu erkennen. Dabei sind die Kinder im Floriansdorf nicht nur Zuschauer, sie üben aktiv wie sie sich im Ernstfall verhalten müssen. Dazu gehört u. a. das Üben des Notrufes und bei Schulkindern die Handhabung von Streichhölzern, Feuerzeug und Kerzen.
Zusätzlich zur Brandschutzerziehung werden folgende Schulungen angeboten: Erste Hilfe, Haus der Gefahren, Brandschutzaufklärung und Kind und Hund. Diese Inhalte werden nicht nur in Schulungen, sondern auch bei den Kindergeburtstagen thematisiert. Anleitung zu Selbständigkeit und Verantwortung ist das Ziel im Floriansdorf Iserlohn. Die pädagogischen Konzepte reichen bis zur 10. Klasse. Auch Seminare für Erwachsene z. B. Umgang mit dem Feuerlöscher, Brandschutz für Senioren, können im Floriansdorf gebucht werden.

## Entstehungsgeschichte
1993 begann die Feuerwehr Iserlohn mit der Brandschutzerziehung, im folgenden Jahr wurde der Förderverein Kinderbrandschutz gegründet, der seit 2016 in Förderverein Floriansdorf e.V. umbenannt ist. Ab 1996 wurde ein „Infomobil“ an Kindergärten und Schulen eingesetzt. Ein selbst erstellter Lehrfilm erhielt einen Internationalen Preis. Bei Projektwochen, Familienseminaren und Infoveranstaltungen wurden im Jahr 1997 rund 1000 Kinder erreicht.
1998 wurde der Grundstein für das Übungsdorf gelegt, das 2000 eröffnet wurde. Das Grundstück stellte die Stadt Iserlohn zur Verfügung.
Die Mitglieder des Fördervereins sowie viele ehrenamtliche Helfer bauten die Gebäude, Straßen und das Außengelände in Eigenleistung. Sponsoren halfen bei der Finanzierung.
Seither besuchen jährlich viele das Floriansdorf. Im Jahre 2018 waren es 8.573 Menschen.
Am 29. Oktober 2005 wurde ein zweites Floriansdorf in Aachen eingeweiht. Am 3. Oktober 2014 eröffnete das Floriansdorf KiEZ Frauensee. Ein weiteres entstand im Jahr 2020 am KiEZ "Am Filzteich" in Schneeberg im sächsischen Erzgebirgskreis.